# Сетелук
Сетелу́к (індонез. Seteluk) — один з 8 районів округу Західна Сумбава провінції Західна Південно-Східна Нуса у складі Індонезії. Розташований у північній частині. Адміністративний центр — село Сетелук-Тенгах.
Населення — 15941 особа (2012; 15424 в 2010).

## Адміністративний поділ
До складу району входять 10 сіл:
| Населений пункт      | Населення, осіб (2010) |
| -------------------- | ---------------------- |
| Аїр-Сунінг, село     | 1681                   |
| Келанір, село        | 1174                   |
| Ламусунг, село       | 1248                   |
| Лока, село           | 924                    |
| Мераран, село        | 1696                   |
| Ремпе, село          | 868                    |
| Серан, село          | 640                    |
| Сетулук-Атас, село   | 2026                   |
| Сетулук-Тенгах, село | 3915                   |
| Тапір, село          | 1252                   |